# Les Planchettes
Les Planchettes é uma comuna da Suíça, situada no cantão de Neuchâtel. Tem 11,73 km² de área e sua população em 2018 foi estimada em 209 habitantes.